# Утро на 5
«Утро на 5» — утренняя информационно-развлекательная телепрограмма Пятого канала, выходившая по будням с 7:00 до 9:00, с перерывом на программу «Известия» (до мая 2017 — «Сейчас») в начале каждого часа (ранее программа прерывалась на 5-минутные краткие выпуски программы «Место происшествия» в конце часа и на программу «Сейчас в сети» в середине часа). Премьера программы состоялась 6 июня 2011 года, а 30 июня 2017 года вышел последний выпуск, после чего она была закрыта из-за низких рейтингов и отмены развлекательной тематики.

## История
- Первой гостьей первого эфира программы, вышедшего на телеэкраны 6 июня 2011 года, стала Президент СПбГУ, учёный-лингвист, доктор филологических наук Людмила Алексеевна Вербицкая. Темой беседы стали проблемы современного русского языка[3].
- С 6 июня 2011 года по 16 марта 2012 года программа выходила с хронометражем 2,5 часа с 7:00 до 9:25.
- В феврале 2012 года «Пятый канал» совместно с социальной сетью «ВКонтакте» проводил музыкальный конкурс «Звезда Вконтакте». Для участия в этом конкурсе коллектив программы «Утро на 5» собрал собственную музыкальную группу, фронтменом которой стал Сергей Рябухин[4].
- В марте 2012 года автор и руководитель программы «Утро на 5» Татьяна Александрова стала лауреатом премии «Золотое перо»[5].
- С 19 марта по 28 сентября 2012 года программа стала выходить с увеличенным хронометражем 3 часа с 7:00 до 10:00.
- С 1 октября 2012 года по 9 января 2014 года программа стала выходить с 7:00 до 9:45, а освободившееся время заняла программа «Место происшествия».
- С 9 января 2014 года программа стала выходить с увеличенным хронометражем 3,5 часа с 6:10 до 9:30. С 17 января 2014 года по пятницам программа стала выходить с сокращенным хронометражем 2,5 часа с 7:00 до 9:30, а освободившееся время (с 6:10 до 7:00) занял повтор программы Андрея Караулова «Момент истины».
- С 6 июня 2016 года по 17 марта 2017 года программа стала выходить с сокращенным хронометражем 3 часа с понедельника по четверг с 6:10 до 9:10 и 2 часа по пятницам с 7:00 до 9:10.
- В 2016 году телепередача стала лауреатом премии «ТЭФИ» в номинации «Утренняя программа»[6].
- С 20 марта по 30 июня 2017 года, вплоть до закрытия программы, программа стала выходить с сокращенным хронометражем 2 часа с 7:00 до 9:00. С этого времени программа вышла с новой заставкой и оформлением, новой студией, новым составом ведущих и отмены развлекательной составляющей передачи.

## Ведущие и руководство
- Первые пары ведущих: Феликс Невелев и Даша Александрова (первый час), Александр Малич и Анна Рудикова (второй час) (март—июнь 2017 года).
- Вторые пары ведущих: Роман Герасимов и Татьяна Шилина (первый час), Светлана Болмотова и Игорь Патрин (второй час) (март—июнь 2017 года).
- Также программу представляли: Инна Карпушина, Ольга Гутник, Екатерина Назаренко, Анна Рудикова, Степан Иванов, Антон Давыдов, Валентин Кузнецов, Иван Цыбин, Екатерина Гусс, Мария Евневич.
- Покинули проект: Фёдор Погорелов, Александр Устинов, Анна Банщикова, Олег Савельев, Елена Попова, Сергей Рябухин, Вика Чума (Чуманова).
- Автор идеи: Татьяна Александрова[1].
- Руководитель проекта: Ольга Богородская.

## Рубрики
| Рубрика                                                 | Описание | Период    | ПН | ВТ | СР | ЧТ | ПТ |
| ------------------------------------------------------- | --- | --------- | -- | -- | -- | -- | -- |
| «Путеводительница»                                      | Авторская рубрика Инны Карпушиной                                                                                   | 2011—2017 |    |    |    |    |    |
| «Дай лапу!»                                             | Авторская рубрика Степана Иванова                                                                                   | 2011—2017 |    |    |    |    |    |
| «Войдите в положение»/«Мама Катя»/«Все дети делают это» | Авторская рубрика Екатерины Назаренко                                                                               | 2011—2017 |    |    |    |    |    |
| «Сделано в РФ»                                          | Авторская рубрика Анны Рудиковой                                                                                    | 2013—2017 |    |    |    |    |    |
| «Закрома Родины»                                        | Авторская рубрика Ивана Цыбина                                                                                      | 2011—2017 |    |    |    |    |    |
| «Киновости»                                             | Новости отечественного и мирового кинематографа                                                                     | 2011—2017 |    |    |    |    |    |
| «Переплёт»                                              | Авторская рубрика Ольги Марами                                                                                      | 2015—2017 |    |    |    |    |    |
| «Линия жизни»/«Утро добрых дел»                         | Благотворительный проект Пятого канала. Позже выходит в рамках программы «Известия» под названием «День добрых дел» | 2015—2017 |    |    |    |    |    |
| «Право имею»                                            | Авторская рубрика Марии Евневич                                                                                     | 2012—2015 |    |    |    |    |    |
| «Быстро и вкусно»                                       | Авторская рубрика Кирилла Пищальникова                                                                              | 2013—2017 |    |    |    |    |    |
| «Поймать звезду»                                        | Авторская рубрика Вики Чумановой                                                                                    | 2014—2016 |    |    |    |    |    |
| «Пятая передача»                                        | | 2016—2017 |    |    |    |    |    |
| «Киностальгия»                                          | Авторская рубрика Ивана Цыбина                                                                                      | 2017      |    |    |    |    |    |

## Предшествующие передачи

### Утро в большой стране
Выходила в прямой эфир Пятого канала с 1 апреля 2004 года под названием «Утро в большом городе». С началом общероссийского вещания ТРК «Петербург» (с осени 2006 года) передача стала называться «Утро в большой стране». Изначально программу вели Андрей Зайцев, Мария Овсянникова, Роман Нечаев, Анна Молчанова, Татьяна Егорова, Владислав Борецкий, Яна Ермолаева, Татьяна Семкив. С сентября 2006 года программу вели три человека — Максим Брызгалин, Александра Емельянова и Михаил Генделев. С апреля 2007 года программу вели два человека: на одной неделе — Александра Емельянова и Михаил Спичка, на другой неделе — Максим Брызгалин и Михаил Генделев.
В рамках программы выходили такие рубрики, как:
- «Интернет-приколы»
- «Невредные советы»
- «Новости в блогах»
- «Полезные советы»
- «Приятного аппетита» с Алексеем Зиминым
- «Пятёрка по русскому» («А и Б»)
- «Регистратура»
- «Рекорд дня»
- «Руководство по эксплуатации» с Андреем Соловьёвым
и другие…

Выпуски программы «Сейчас» выходили каждые 30 минут (в начале часа — минутная краткая сводка с закадровым голосом, в середине часа — 5-минутные выпуски с ведущими в студии). В конце каждого часа (на 50-й минуте часа) — программа «Сейчас о спорте».

### Утро на Пятом

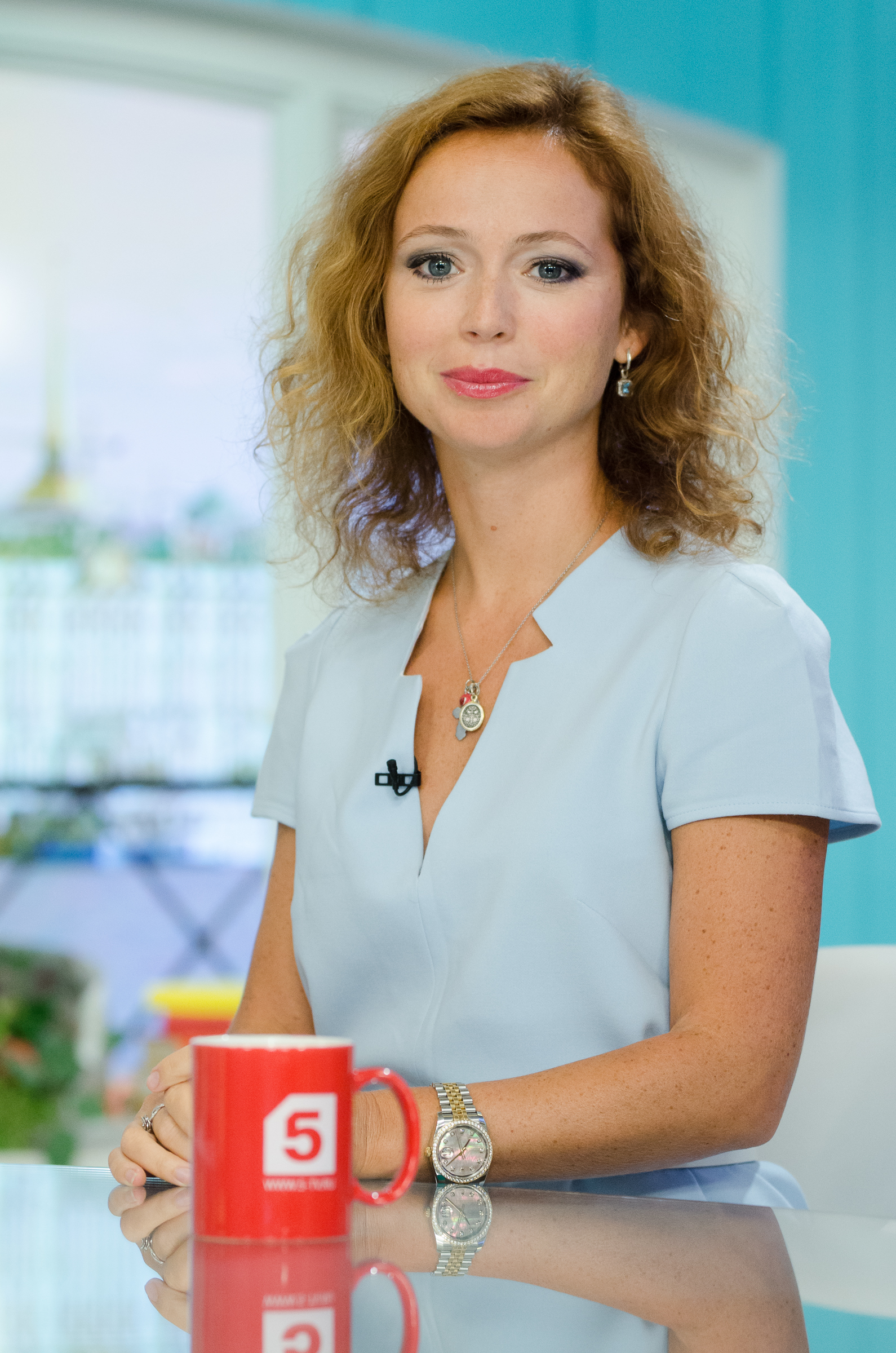
Елена Захарова в программе «Утро на 5» на Пятом канале, 2016 г.

Выходила в прямом эфире с 16 сентября 2008 года по 31 декабря 2009 года вместо программы «Утро в большой стране». Вели программу Роман Герасимов, Михаил Генделев, Андрей Смирнов и Андрей Норкин.
Первоначальный формат программы использовался с 16 сентября по 31 октября 2008 года, тогда передача прерывалась каждые полчаса на программу «Сейчас», и на программу «Сейчас о спорте» на 15-й и 45-й минутах часа. В ту пору в передаче давались обзоры прессы и блогов, курсы валют, погода на аэропортах мира, информация о лидерах кинопроката и музыкальных чартов, а также выходили рубрики о деньгах, моде, кино, культуре, кулинарии, гаджетах и другом (многие из них выходили в предыдущей программе).
5 ноября 2008 года формат программы изменился, и она приобрела более новостной характер. В позднем формате программа не прерывалась на выпуски новостей, а часть рубрик была снята с эфира.
Особенностью программы стало отсутствие телесуфлёра. Общий эфир программы (для всех часовых поясов вещания «Пятого канала») составлял 6,5 часов.
С 11 января 2010 по 3 июня 2011 года утреннего шоу на Пятом канале не было. В утреннем будничном эфире в сетке вещания стояли документальные фильмы и мультфильмы. С 15 марта 2010 года в утреннем будничном эфире добавлен выпуск программы «Сейчас» в 8:00, а с 31 января 2011 года добавлен ещё один выпуск в 6:00.